# لوکاس گرگوروویچ
لوکاس گرگوروویچ (آلمانی: Lucas Gregorowicz؛ زادهٔ ۳۱ اوت ۱۹۷۶) بازیگر آلمانی-لهستانی است.
از فیلم‌ها یا برنامه‌های تلویزیونی که وی در آن نقش داشته‌است می‌توان به پاسپورت، نسل جنگ، صحنه جرم و روح آشپزخانه اشاره کرد.